# Molophilus bogongensis
Molophilus (Molophilus) bogongensis là một loài ruồi trong họ Limoniidae. Chúng phân bố ở miền Australasia.